# Litfiba
I Litfiba sono stati un gruppo musicale rock italiano formatosi a Firenze nell'autunno del 1980.
Considerato uno dei gruppi più importanti della storia della musica italiana nella loro quarantennale carriera hanno venduto dieci milioni di dischi. Figure chiave della formazione, sin dalle origini e per periodi alterni, sono Ghigo Renzulli, Piero Pelù, Gianni Maroccolo e Antonio Aiazzi. Il sound del primo periodo, durante tutti gli anni ottanta, è una personale interpretazione della new wave, capace di coniugare il fascino etnico dei suoni mediterranei con la spigolosità delle atmosfere dark britanniche. Negli anni novanta i Litfiba si propongono prima con un sound rock latino per poi avvicinarsi al pop rock, riscuotendo ampio successo commerciale. 
Nel 1999 Pelù lascia il gruppo per intraprendere una carriera solista, al contempo Renzulli prosegue con il marchio Litfiba con nuovi membri. L'11 dicembre 2009 viene annunciata la reunion tra Renzulli e Pelù tramite un comunicato sul sito ufficiale del gruppo. Il 13 dicembre 2021, dopo 42 anni di attività, il gruppo ufficializza il definitivo ritiro dalle scene con un ultimo tour. Il concerto finale si è svolto al Mediolanum Forum di Assago il 22 dicembre 2022.

## Origine del nome

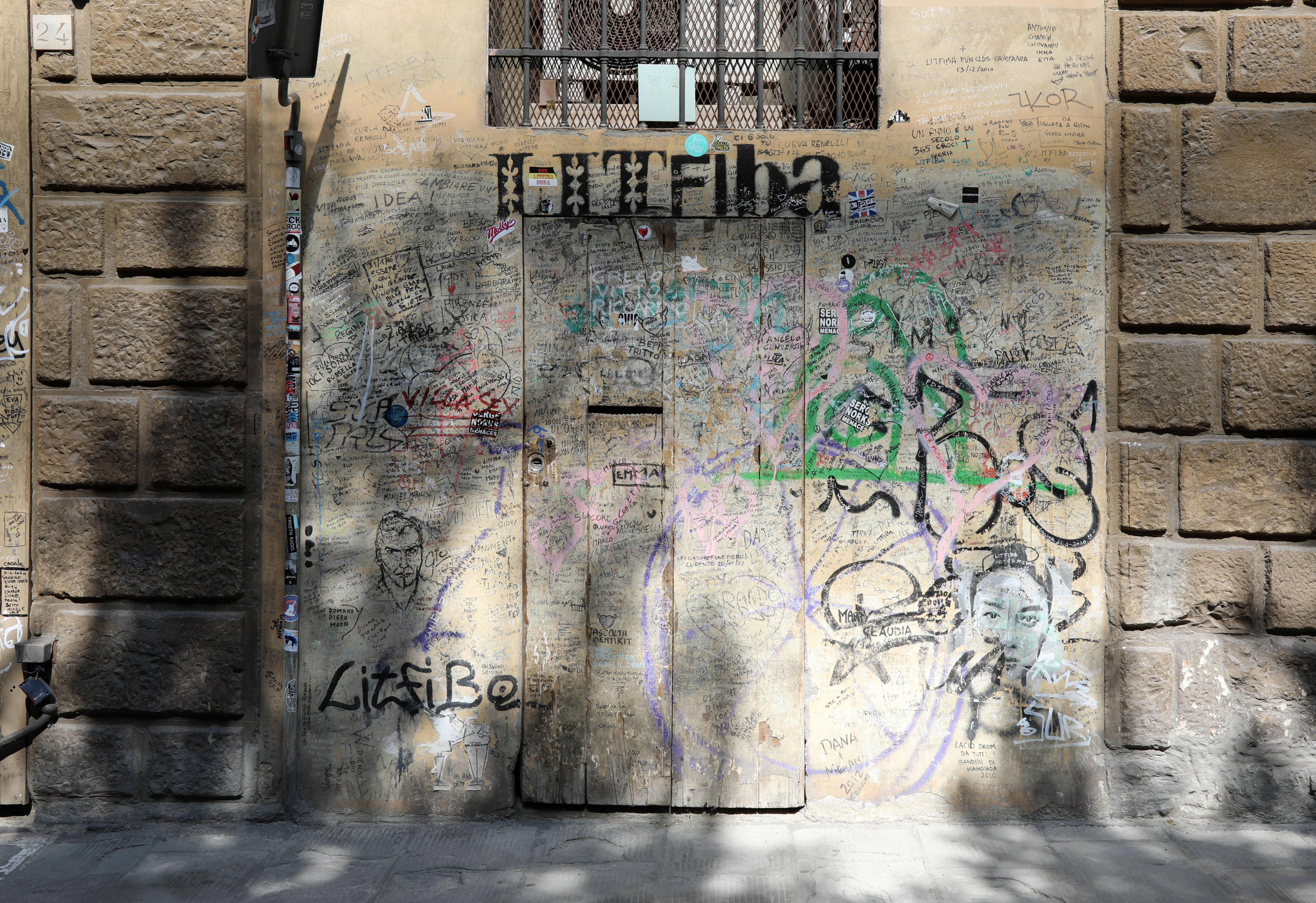
Entrata della cantina di via de' Bardi (Firenze), dove si trovava la sala prove della band.

Il nome della band nasce dall'ipotetico indirizzo telex della sala prove utilizzata dalla band sin dagli esordi, situata a Firenze in via de' Bardi al numero civico 32, nelle cantine dello storico palazzo Canigiani: 
"L"= sigla fissa di chiamata del sistema Iricon; "IT"= Italia; "FI"= Firenze; "BA"= Bardi
(Ghigo Renzulli)

## Storia

### La formazione classica (1980-1989)

#### Gli esordi
Il nucleo originario del gruppo, inizialmente senza nome, è formato da cinque elementi: Federico Renzulli detto "Ghigo" alla chitarra e alla voce (ex Cafè Caracas nei quali militava al basso Raf), Sandro Dotta alla chitarra, Gianni Maroccolo al basso, Antonio Aiazzi alle tastiere e Francesco Calamai alla batteria, questi ultimi tutti provenienti dai Destroyers. I giovani musicisti hanno come punto di ritrovo una vecchia cantina in Via de' Bardi che Ghigo aveva affittato e trasformato in una sala prove dove provavano anche altre band fiorentine. Già dopo poche settimane di prove Dotta abbandona il gruppo, che successivamente si attiva per la ricerca di un cantante di ruolo. Il tastierista Aiazzi indica ai compagni un giovane Piero Pelù (proveniente dai Mugnions) come possibile candidato, che dopo un provino, nell'autunno '80 entra nella band in qualità di vocalist.
Il gruppo è influenzato fortemente dal punk, dal post punk e dalla nascente darkwave, generi molto in voga in quel periodo nel panorama musicale europeo, e di cui Firenze fu una piccola capitale italiana grazie a band come i Diaframma e i Neon. L'esordio dal vivo avviene il 6 dicembre 1980 con un concerto alla Rokkoteca Brighton, un'appendice della casa del popolo di Settignano, vicino a Firenze.

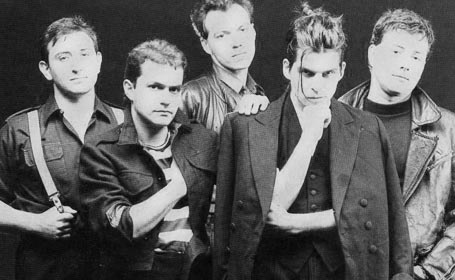
I Litfiba nel 1983. Da sinistra: Renzulli, Franchi, Aiazzi, Pelù, Maroccolo

Dopo un'altra manciata di concerti a Firenze e dintorni, la band chiede aiuto a Bruno Casini, giovane operatore culturale fiorentino, al quale viene affidata la gestione dell'ufficio stampa e l'organizzazione dei concerti. Casini diventa così il primo manager dei Litfiba e, grazie alla sua vicinanza all'Arci regionale e alle sue conoscenze nell'ambiente culturale fiorentino, aiuta la band a strutturarsi ed inserirsi nella scena musicale locale.
Nel 1982 la band incide il primo EP contenente cinque pezzi intitolato Litfiba e, nello stesso periodo, vince la semifinale toscana della seconda edizione del Festival rock italiano "Il Rock mette i denti". Nei giorni 4,5 e 6 giugno si svolgono le finali al Palasport di Bologna, dove, tra i ventiquattro gruppi in gara i Litfiba si classificano primi, davanti ai Denovo. Proprio durante la serata finale arrivano le prime copie dell'EP, pubblicato dalla Materiali Sonori in tiratura di 1050 copie e distribuito da Contempo. Grazie alla vittoria di Bologna la band si guadagna la possibilità di pubblicare un 45 giri con la Fonit Cetra e comincia a fare concerti in giro per l'Italia.
Sul finire dell'82 il gruppo inizia a collaborare con la G.A.S. (Global Art System), uno studio di registrazione strutturato come un centro di produzione musicale, fondato e gestito da Massimo Altomare e Checco Loy. Qui conoscono il giovane produttore Alberto Pirelli e hanno la possibilità di fare esperienza in studio, facendo provini, imparando a utilizzare i synth e a capire le tecniche di registrazione. Alla G.A.S. vengono fatte le registrazioni per il singolo Luna/La preda, pubblicato nel giugno 1983, ed iniziano a lavorare alla realizzazione del loro primo album.
Nel frattempo Calamai, a causa di una tendinite a un braccio, è costretto a lasciare il posto alla batteria a Renzo Franchi (già nei Cafè Caracas con Ghigo), che resterà nella band solo pochi mesi, a sua volta sostituito nell'autunno '83 da Ringo De Palma (ex Mugnions come Pelù). Nello stesso anno pubblicano Eneide di Krypton, colonna sonora dell'omonimo spettacolo della compagnia teatrale Krypton, che debutta in scena al Cinema Variety di Firenze il 17 marzo e partecipano, con il brano inedito Transea, alla compilation Body Section, curata dal mensile Rockerilla e alla compilation Italia Wiva complication1, della Suono Record. A dicembre la band si esibisce per la prima volta all'estero, con un mini-tour in Francia dove ha modo di suonare al festival Trans Musicales di Rennes facendosi notare dalla critica francese.
Nel 1984 vede la luce l'EP Yassassin, efficace risposta all'ondata di musica elettronica imperante che, oltre alla title track cover di un brano di David Bowie (in due versioni differenti), contiene anche la ballata Elettrica danza. Il brano nacque in occasione di "Let's Bowie", una serata in onore del Duca Bianco tenuta il 18 maggio alla discoteca Altro Mondo di Rimini, nella quale la band presenta la propria versione del brano che Contempo decide di pubblicare. In quel periodo collabora al violino il polistrumentista Adriano Primadei.
Nonostante gli ottimi riscontri ottenuti, il tanto agognato album fatica a vedere la luce. La G.A.S. non riesce a garantire alla band la pubblicazione del disco e così, dopo una fase di impasse, la band decide di affidarsi ad Alberto Pirelli che, terminata la sua collaborazione con lo studio, ha appena fondato la propria etichetta: la I.R.A. Records.
I Litfiba partecipano, insieme ai Diaframma, i Moda e gli Underground Life, alla prima pubblicazione della I.R.A. una
compilation dal titolo Catalogue Issue con due brani inediti, Versante est ed Onda araba. Proprio da questa raccolta, prodotta da Pirelli, nasce lo slogan "La nuova musica italiana cantata in italiano", che andrà a identificare una sorta di movimento musicale cui appartenevano band di ispirazione new wave che si impegnavano a conciliare la lingua italiana con le nuove tendenze che arrivavano da oltremanica. Nello stesso anno viene stampato anche il Live in Berlin: un bootleg su musicassetta, autorizzato dalla band, che in questo primo periodo comincia a farsi conoscere ed apprezzare anche fuori dall'Italia.

#### La trilogia del potere
Nel marzo 1985 i Litfiba pubblicano finalmente il primo LP, Desaparecido, lavoro che li propone al grande pubblico e sintesi della produzione del primo periodo con l'aggiunta di alcuni nuovi brani tra cui il singolo Eroi nel vento, per il quale viene anche registrato il videoclip. Il suono del disco unisce le influenze new wave con un gusto per la melodia tipicamente mediterranea e i temi portanti dei testi sono il rifiuto della violenza e l'antimilitarismo.

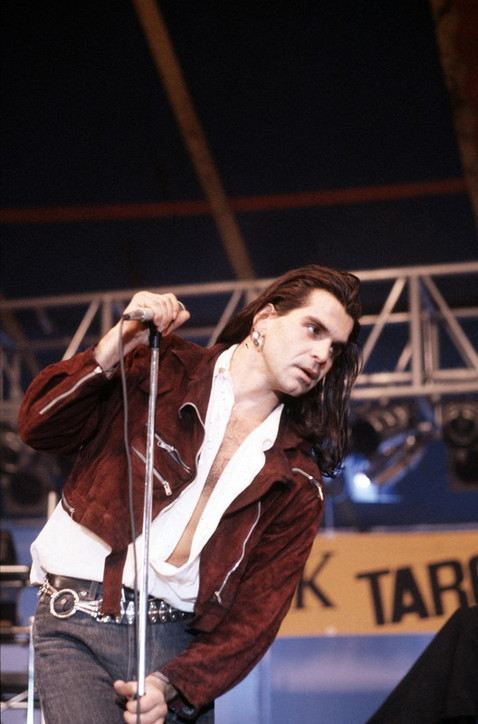
Piero Pelù, leader carismatico della band, qui nel 1988 sul palco della rassegna Rock Targato Italia.

Desaparecido è seguito sempre nel 1985 dall'EP Amsterdam, in collaborazione con i Diaframma e nel 1986 da un altro EP, Transea. Alla fine dello stesso anno esce il secondo album, il più ambizioso: 17 re, registrato in tre mesi e da molti ritenuto il capolavoro della band. Si spazia dal dark, al rock, al punk, tutto condito con testi visionari e suggestioni folk.
Dal tour successivo è tratto il live 12-5-87 (aprite i vostri occhi), il primo disco dal vivo, registrato al Tenax di Firenze.
Nel 1988 vede la luce l'album Litfiba 3, capitolo conclusivo della Trilogia del potere, un ideale 'concept' ispirato dal rifiuto di ogni forma di totalitarismo del quale fanno parte anche Desaparecido e 17 re. Meno sognante dei precedenti, ma ugualmente suggestivo, è l'ultimo lavoro ove prevalgono le influenze dark e wave che continueranno comunque ad affiorare timidamente nel sound della band. 
Rinunciando a forme di promozione classiche, come quella televisiva, i Litfiba riescono a raggiungere livelli di popolarità impensabili per un gruppo rock italiano, guadagnandosi un contratto con una major: la CGD, sussidiaria del gruppo Warner, la quale acquisisce nel proprio catalogo i dischi pubblicati in precedenza dall'IRA e permette loro di realizzare il secondo album dal vivo Pirata (che presenta alcuni rifinimenti delle tracce in studio). Pubblicato nel 1989, l'album diventa Disco d'oro e consacra la band definitivamente al grande pubblico e inoltre segna il loro definitivo passaggio dalla new wave al rock.
Nello stesso periodo, le divergenze artistiche tra i componenti della band e decisionali tra il manager Alberto Pirelli e Gianni Maroccolo inducono quest'ultimo a lasciare il gruppo, seguito a ruota da Antonio Aiazzi. Dopo poco anche De Palma sarà costretto a lasciare momentaneamente la band per problemi di salute dovuti alla sua dipendenza da droghe pesanti. Il batterista non riuscirà più a tornare a suonare con la band in quanto scomparirà tragicamente per overdose da eroina il primo giugno del 1990.

### Il binomio artistico Pelù-Renzulli (1990-1999)
In seguito a questa prima scissione la band diventa de facto un duo. Ghigo e Piero rimangono i soli titolari del nome Litfiba e con loro rimane Antonio Aiazzi, in qualità di collaboratore; a completare la nuova formazione a sei si uniscono Roberto Terzani al basso, Daniele Trambusti alla batteria e Candelo Cabezas alle percussioni. Dal tour che ne segue, il Pirata tour '90, la band trae una VHS dal vivo omonima. La band partecipa inoltre alla compilation Union con il brano Il tempo di morire (cover di Lucio Battisti).

#### La tetralogia degli elementi
Pelù e Renzulli si mettono quindi a lavorare al nuovo disco che esce nel novembre del 1990, El diablo. Questo nuovo album (che poi diverrà il primo elemento del progetto Tetralogia celebrando idealmente l'elemento fuoco) segna una evoluzione stilistica della band, i cui arrangiamenti seguono un percorso musicale spiccatamente rock. Con questo disco i Litfiba si aprono ad un maggiore consenso di pubblico, non solo italiano, riscuotendo ampio successo. La title track è tuttora uno degli anthem rock per antonomasia, Il volo è dedicata alla tragica scomparsa del batterista Ringo De Palma e Proibito è diventato un inno all'antiproibizionismo. Dal tour che ne seguirà (e che vede come secondo chitarrista Federico Poggipollini), verrà tratta una VHS (poi ristampata in DVD nel 2002) intitolata El diablo Tour

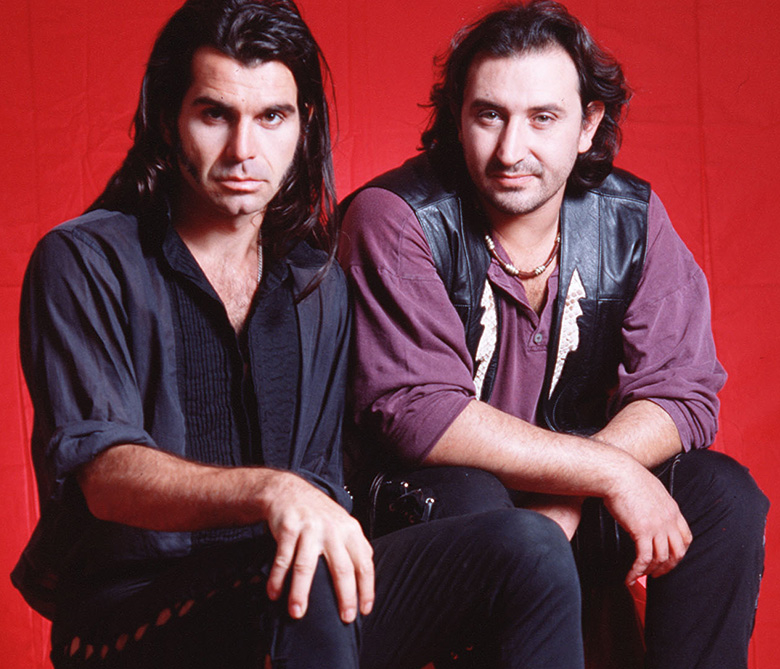
A partire dagli anni '90 i Litfiba sono ufficialmente Piero Pelù e Ghigo Renzulli, qui ritratti all'epoca della pubblicazione dell'album Terremoto (1993).

L'antologia Sogno ribelle pubblicata nel 1992 è la prova del nuovo corso, con diversi brani del periodo precedente riveduti in chiave molto più rock. In essa sono inclusi anche due pezzi live tratti dall'El diablo tour e l'inedito Linea d'ombra. Sogno Ribelle sarà anche il titolo della versione VHS (anch'essa ristampata in DVD nel 2002) dell'album. Si tratta di una raccolta dei loro videoclip, con una lunga intervista inedita che documenta la storia e il nuovo stile del gruppo.
Nel 1993, con Franco Caforio alla batteria al posto di Trambusti, esce l'album più rock e "duro" del gruppo: Terremoto. Dedicato all'elemento terra, l'album è un concentrato di rock massiccio, talora ai confini del metal e comprende liriche che trattano il tema della mafia, dell'indottrinamento televisivo, del fascino perverso del denaro, dei mutamenti politici e sociali all'epoca in corso in Italia (Mani pulite) e ancora dell'antimilitarismo. Al relativo tour non prenderà parte Poggipollini, che inizierà tempo dopo la sua collaborazione con Ligabue. Nello stesso anno i Litfiba appariranno anche nella compilation Firenze sogna! con un brano inedito del 1983 intitolato Anniversary.
Passati dalla CGD alla EMI (con varie traversie giuridiche che porteranno all'uscita di numerose compilation non autorizzate) i Litfiba pubblicano nel 1994 Colpo di coda, testimonianza live del Terremoto Tour. Il disco è un doppio album con due inediti (A denti stretti e Africa, quest'ultimo in versione live) che nella prima edizione comprende anche il booklet fotografico, realizzato dal fotografo Alex Majoli, chiamato Novantanovefoto.
Nello stesso anno, con Daniele Bagni al basso al posto di Terzani (che passa a suonare la seconda chitarra), la band dà vita al terzo LP della Tetralogia degli elementi, dedicato all'aria e intitolato Spirito. Prodotto dai Litfiba stessi con la collaborazione di Rick Parashar, il disco intraprende una strada diversa dai più recenti lavori, con canzoni più solari, fantasiose e positive.
Nel 1995 il gruppo pubblica Lacio drom, un album contenente i singoli di Spirito nella loro versione remixata radiofonica e varie testimonianze di brani dal vivo. In allegato al disco una VHS (poi ristampata in DVD nel 2011 nella raccolta Litfiba Rare & Live) con diversi filmati del dietro le quinte dello Spirito Tour, inclusa un'intervista di Pelù a Licio Gelli, uno dei personaggi più controversi della storia italiana.
L'elemento mancante, l'acqua, è il centro tematico e sonoro di Mondi sommersi del 1997, l'album dell'ulteriore trionfo della band (oltre 500.000 copie in breve tempo) che vede la definitiva fuoriuscita di Aiazzi, mentre Terzani svolge il doppio ruolo di tastierista e secondo chitarrista.
La più grande tournée nella storia del gruppo dà vita a due testimonianze live pubblicate nel 1998: Croce e delizia, un doppio album live, dedicato alla memoria del percussionista Candelo Cabezas prematuramente scomparso, ed una VHS dallo stesso titolo, il cui ricavato va alle popolazioni colpite dal terremoto in Umbria e Marche.

#### La separazione
Il successivo capitolo fu Infinito, dedicato ad un nuovo elemento, il tempo. Infinito, con 1.000.000 di copie vendute, risulta essere il disco di maggiore successo di vendita nella storia della band e riesce ad attirare nuovo pubblico, pur trascinandosi dietro forti critiche dai vecchi fan per il suono molto leggero ed orientato verso il pop più commerciale.
Nel 1998 sarebbe scaduto il contratto di management con la IRA e Pelù premeva per fondarne uno personale, oltre a un'etichetta per gestire le edizioni musicali e le future produzioni della band. Renzulli invece intendeva continuare a lavorare con Alberto Pirelli.
Si creò così una grossa tensione tra i due musicisti e, durante le registrazioni del nuovo album, l'incrinatura diventò sempre più marcata, sia a livello artistico che personale: da qui la rottura divenne definitiva. Venne comunque terminato il disco, pubblicato nel gennaio '99,  che paradossalmente andò primo in classifica.

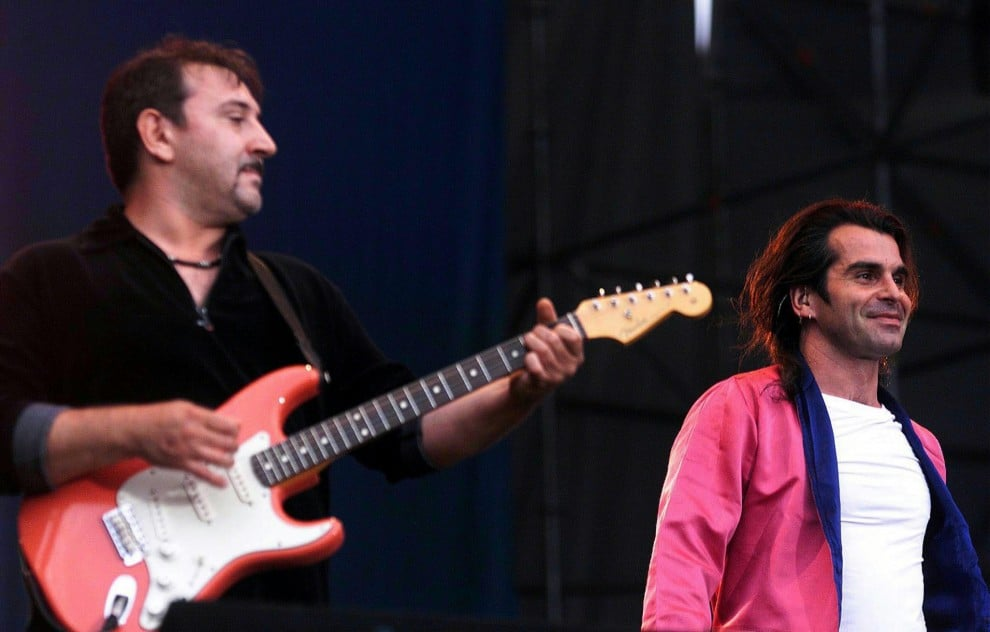
L'ultimo concerto insieme di Piero e Ghigo nel 1999, sul palco del Monza Rock Festival.

Il 25 marzo del '99 Renzulli e Pelù si riunirono insieme ai rispettivi studi legali e sancirono legalmente la separazione e la messa in liquidazione della società Litfiba s.n.c. di cui erano i soci. Negli accordi legali di separazione, fra le altre clausole, Renzulli mantenne il nome della band, il quale era il suo pseudonimo SIAE dal 1983, e Pelù prese il logo del cornucuore di cui era stato l'ideatore.
Ad aprile partì la tournée Infinito Tour di un mese nei palasport che fece registrare il tutto esaurito ad ogni data, e durante la quale cominciarono a trapelare le prime voci di un possibile scioglimento. Alla conclusione dei concerti Pelù ufficializzò l'abbandono e l'inizio della carriera da solista; l'ultimo concerto del cantante con i Litfiba fu al "Monza Rock Festival", evento organizzato per il 10 luglio 1999 all'autodromo di Monza ma che slittò al giorno successivo, per via di un nubifragio che ne rese impossibile lo svolgimento. Anche gli altri componenti degli ultimi anni lasciarono: Bagni, Terzani e Caforio seguirono Pelù nella sua nuova avventura.

### I nuovi Litfiba (2000-2009)

#### L'era Cabo
Ghigo Renzulli decide di ricominciare immediatamente il cammino con una band del tutto rinnovata e ringiovanita: il nuovo cantante è Gianluigi Cavallo, detto "Cabo", sconosciuto al grande pubblico e che suonerà anche la chitarra in affiancamento a Ghigo; basso e batteria vanno invece alla sezione ritmica dei Malfunk: Gianluca Venier e Ugo Nativi.
La band fa quindi uscire agli inizi del 2000 l'album Elettromacumba che supera le 150.000 copie vendute. Il sound del disco è decisamente più rock del precedente lavoro. Costretti a confrontarsi con un pubblico disorientato nel vedere una band priva di quello che era stato il carismatico frontman per quasi vent'anni, i Litfiba si imbarcano nell'Elettrotour, con Mauro Sabbione alle tastiere (già collaboratore della band nel disco El diablo). Il periodo successivo al tour vede nascere l'innovativa idea del Live on Line: 15 brani tratti dal tour vengono messi sul web tramite il portale Lycos, in modo che chiunque li possa scaricare e ascoltare liberamente, andandosi a creare un vero e proprio cd completo di copertina.
Nonostante le difficoltà, i Litfiba si mettono poi a lavorare al nuovo album, con un ennesimo cambio tra i membri: Ugo Nativi esce dalla band e al suo posto subentra Gianmarco Colzi, ex Rock Galileo.
Il nuovo lavoro, Insidia, viene pubblicato ad ottobre 2001 e vende circa 50.000 copie. Questo disco presenta toni più oscuri, testi con una forte connotazione simbolica, utilizzo copioso dell'elettronica, chitarre aggressive e la collaborazione compositiva di Gianluca Venier. Il disco sarà il più apprezzato dell'era post-separazione malgrado le vendite non ripetano certo i successi del recente passato.
La band trascorre l'anno successivo in tour (prima parte del Never Ending Tour) al termine del quale viene contattata per realizzare la colonna sonora per l'Italia del videogioco Tomb Raider: The Angel of Darkness: nasce così il singolo Larasong. In occasione della realizzazione del brano si riavvicina alla band lo storico tastierista Antonio Aiazzi, che permarrà nella formazione nei due anni di concerti che seguiranno: Lara Tour (2003) e 04 Tour (rispettivamente seconda e terza parte del Never Ending Tour), la cui ultima data è stata scelta per girare il DVD Cento giorni verso est..., realizzato dal fanclub della band.
Nel 2003 la band pubblica The Platinum Collection, un triplo cd contenente i maggiori successi incisi fra il 1994 ed il 2001, ossia il periodo della band sotto la EMI, segnando il termine del contratto con essa. Fanno parte di tale best of anche 7 tracce live inedite tratte dal Lara Tour.
Per il nuovo disco si dovrà attendere fino al 2005, quando la band pubblica Essere o sembrare sotto l'indipendente Edel Music, meno ispirato del precedente, forse per le nuove tensioni artistiche che, ancora una volta nella sua storia, la formazione deve affrontare. Nello stesso anno, in occasione del 25º anniversario della nascita della band, la Sony Music pubblica '99 Live, prodotto dall'ex frontman Piero Pelù e contenente un concerto del tour del disco Infinito.
Nel novembre 2006 Ghigo decide di sciogliere la band. Cabo annuncia la propria uscita dalla band con una mail inviata ai fan e ne consegue un periodo di stop in cui il fondatore, Ghigo, cerca di ricomporre i pezzi per una nuova partenza.

#### La fase Margheri
Un nuovo progetto parte nel 2007 e la prima novità è il rientro del polistrumentista Roberto Terzani al basso, in sostituzione di Venier. Un anno più tardi viene ufficializzato il ritorno in attività della formazione che, oltre al bassista e Renzulli, propone alla voce Filippo Margheri, giovane cantante proveniente da un gruppo underground fiorentino: i Miir. Completa la formazione il batterista Pino Fidanza, ex Scaramouche, che nel 2008 sostituisce Gianmarco Colzi.
I Litfiba scelgono la rete per ripresentarsi e lo fanno pubblicando, nel 2008, il videoclip dell'inedito Effetti collaterali, e nel 2009 il Five on Line, un EP autoprodotto diffuso solo in formato digitale, composto da 5 pezzi registrati in presa diretta in sala prove: tre inediti (Sepolto vivo, Effetti collaterali 1.1 e Terra di nessuno) e due da repertorio (Animale di zona e Luce che trema), ove compare come musicista aggiuntivo alle tastiere Lorenzo Tirinnanzi. Successivamente vengono pubblicate altre due canzoni in streaming: La rabbia in testa e Sepolto vivo 2.0.
Vengono effettuati due concerti ad Aosta e Modena, ma il tour non decolla e l'indifferenza contro cui si devono scontrare i Litfiba è ben più forte delle previsioni; durante la lavorazione del nuovo album, Renzulli viene contattato da Rudy Zerbi della Sony, dalla Friends & Partners e da Pelù per valutare se sia possibile formare nuovamente la band degli anni '90.
Dopo varie trattative Ghigo decide di accettare.

### Reunion e ultimi anni (2009-2022)

#### LaTrilogia degli Stati
L'11 dicembre 2009 viene annunciato a sorpresa, sul sito della band, il ricongiungimento tra Ghigo e Piero nei Litfiba, con il ritorno, dopo 10 anni, di Pelù alla voce. Completano la formazione il rientrante bassista Daniele Bagni, il tastierista Federico Sagona che aveva già collaborato negli ultimi anni con Pelù da solista, mentre alla batteria rimane arruolato Pino Fidanza. La band viene messa sotto contratto da Sony Music, la quale ristampa gli ultimi tre album in studio con Pelù prima della scissione.
Nel gennaio 2010 Piero Pelù e Ghigo Renzulli lavorano in studio alla produzione di due brani inediti. La band si imbarca in una lunga tournée in Italia (con prologo all'estero) che godrà di un ampio consenso di pubblico e testimonierà la rinascita della formazione fiorentina.

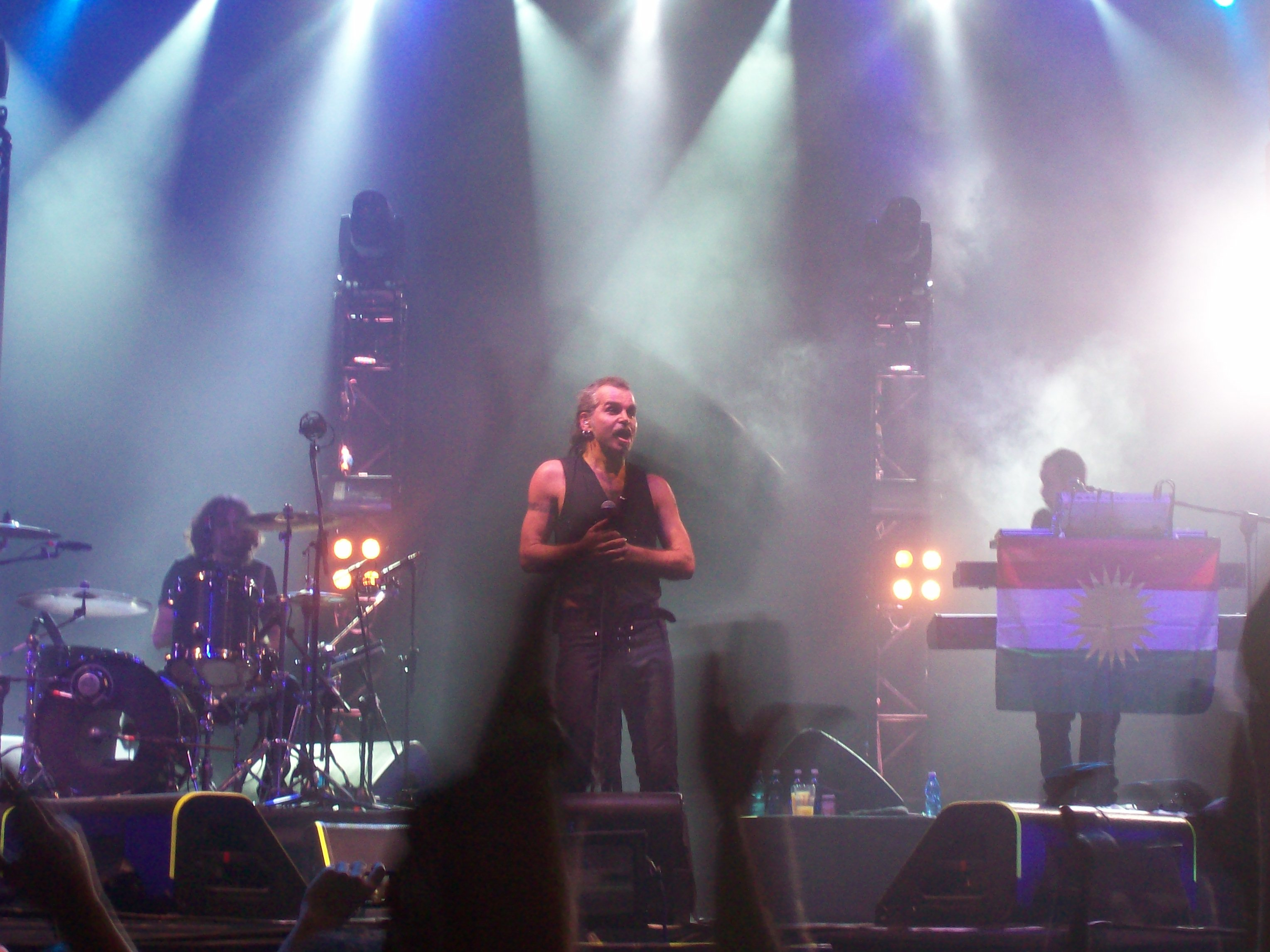
Pelù nel 2010 durante lo Stato libero Tour

Il 1º giugno 2010 esce Stato libero di Litfiba, un doppio album live composto da 24 canzoni storiche e due inediti: Sole nero e Barcollo. Entrambi i singoli (con relativi videoclip promozionali) prodotti da Pelù e Renzulli, vedono il ritorno dello storico collaboratore Francesco Magnelli alle tastiere e sono mixati da Tim Palmer agli Electric Lady Studios di New York, mentre il mastering viene realizzato agli Sterling Studios, sempre nella Grande Mela, da Greg Calvi.
Si tratta del primo capitolo, cui seguiranno i due album di inediti Grande nazione ed Eutòpia, che andranno successivamente a comporre la Trilogia degli Stati.
Dopo il tour invernale, cominciato nel novembre 2010, i Litfiba si esibiscono nel marzo 2011 in una tournée che tocca le maggiori capitali europee. Firmano inoltre la colonna sonora del film Pivano Blues - Sulla strada di Nanda, con il brano Dimmi dei nazi.
Il 17 gennaio 2012 esce il nuovo disco d'inediti intitolato Grande nazione. L'album è anticipato da due singoli: Squalo uscito il 25 novembre 2011 e La mia valigia uscito il 13 gennaio 2012.
Il nuovo disco è anticipato anche dal cosiddetto "Litfiba Day": per un solo giorno viene proiettato in alcuni cinema Cervelli in fuga, un documentario girato durante il tour europeo 2011. Nella prima settimana di uscita, l'album si piazza al primo posto della classifica degli album più venduti in Italia, riportando dopo tredici anni i Litfiba in vetta alla classifica. Per il tour di Grande nazione si aggiunge alla formazione un secondo chitarrista, Cosimo Zannelli, già musicista nell'ultima fase solista di Piero Pelù. Per promuovere il tour vengono realizzati due videoclip per le canzoni Grande nazione e Brado.
Nell'aprile del 2012 viene pubblicato il singolo Elettrica tratto dall'ultimo album.
Il 22 settembre 2012, al Campovolo di Reggio Emilia, i Litfiba partecipano, insieme ad altri 12 artisti del panorama musicale italiano, al concerto Italia Loves Emilia, l'iniziativa di beneficenza per la raccolta fondi a favore delle popolazioni emiliane colpite dal sisma del 20 maggio, suonando davanti a 150.000 persone.

#### Trilogia Tour e reunion formazione anni '80
Il 1º giugno 2012 la band si esibisce per una nuova data al Mandela Forum di Firenze (inizialmente prevista allo Stadio Artemio Franchi) per un concerto in onore dello scomparso batterista Ringo de Palma, occasione che segna il riavvicinamento con alcuni componenti storici dei Litfiba del passato. Sul palco con Pelù e Renzulli salgono infatti come ospiti alcuni musicisti di precedenti line-up della band, a partire dai fondatori Gianni Maroccolo al basso ed Antonio Aiazzi alle tastiere, oltre a Daniele Trambusti alla batteria e Federico Poggipollini alla chitarra ritmica. Ospite anche Federico Fiumani dei Diaframma, con cui la band fiorentina suona Amsterdam.
Nel 2013 la band intraprende un nuovo tour denominato Trilogia 1983-1989, in cui vengono eseguiti brani della Trilogia del potere ed altre canzoni del periodo 1983-1989. Per l'occasione rientrano nuovamente nella band due componenti fondatori, Gianni Maroccolo e Antonio Aiazzi (rispettivamente basso e tastiere), oltre alla new entry Luca Martelli (Giorgio Canali & Rossofuoco, Gli Atroci) alla batteria. La tournée inizia il 26 gennaio (la data zero si tiene in Svizzera) e termina il 3 agosto per un totale di 17 concerti, tra sessione invernale ed estiva.
Il 26 marzo 2013 viene pubblicato Trilogia 1983-1989 live 2013, un doppio live registrato proprio durante le prime due date del tour all'Alcatraz di Milano.
Il 24 settembre 2013 Pelù e Renzulli annunciano di prendersi una pausa, durante la quale dedicarsi ai rispettivi progetti personali e alla scrittura del successivo album in studio.
Ma, a sorpresa, la band concede un'ulteriore uscita pubblica per chiudere l'esperienza Trilogia. Il 27 luglio 2014 si esibiscono a Torino per la serata conclusiva del Traffic Festival, tenutasi in Piazza San Carlo, davanti a 50.000 spettatori.

#### Tetralogia Tour
Il 13 gennaio 2015 viene pubblicato un cofanetto dal titolo Tetralogia degli elementi. Il cofanetto racchiude tutti gli album in studio della tetralogia (El diablo del 1990, Terremoto del 1993, Spirito del 1994 e Mondi sommersi del 1997) più un DVD contenente la registrazione inedita di una tappa del Terremoto Tour del 1993.. Lo stesso giorno parte un tour denominato Tetralogia degli elementi Live. A completare la formazione, al fianco di Pelù e Renzulli, ci sono i confermati Luca Martelli alla batteria, Federico Sagona alle tastiere e la new entry Franco "Ciccio" Li Causi al basso (ex bassista dei Negrita).
La tournée, il cui partner ufficiale è RTL 102.5. e che riprende i brani più significativi degli album che compongono la tetralogia, comprende, fra sessione invernale ed estiva, 17 date.
Il 6 dicembre 2015, al Viper di Firenze, la band festeggia i 35 anni dalla sua primissima e ormai leggendaria esibizione alla Rokkoteca Brighton con un concerto-evento nel quale si alternano eccezionalmente tutti i musicisti che hanno fatto parte della storia della band (ad eccezione dei bassisti Terzani e Bagni e dei cantanti Cavallo e Margheri). Da segnalare la straordinaria riunione del gruppo degli esordi (Pelù, Renzulli, Maroccolo, Aiazzi, Calamai) per l'esecuzione del brano Guerra. 

#### Eutòpia, album e tour (2016-2017)
Il 22 luglio 2016 è stata annunciata l'uscita di un nuovo album di inediti, prevista per l'11 novembre. La scelta della data 11/11 è simbolica: si tratta infatti dell'undicesima pubblicazione in studio della coppia Pelù-Renzulli (dieci album e una colonna sonora). Il 13 settembre viene annunciato sulla pagina Facebook della band il titolo del nuovo album, Eutòpia, oltre alle prime 4 date del nuovo Eutòpia Tour 2017, rispettivamente a Padova, Milano, Roma e Firenze. Il concerto sold-out del Mediolanum Forum viene trasmesso in diretta radiovisione da RTL 102.5.
Il 7 ottobre 2016 esce il primo singolo estratto dall'album "Eutòpia", dal titolo L'impossibile. L'11 novembre viene pubblicato il disco che, assieme a Stato libero di Litfiba e Grande nazione, va a completare la Trilogia degli Stati iniziata nel 2010. Fabrizio Simoncioni, musicista, sound engineer e storico collaboratore della band, entra in formazione come tastierista. In studio si altrenano alle tastiere e synth ben cinque musicisti: oltre a Simoncioni, contribuiscono ai brani del disco ex membri dei Litfiba come lo storico componente Antonio Aiazzi, il più recente tastierista Federico Sagona, l'ex bassista Gianluca Venier, oltre all'ospite Nicolò Fragile (ex Gotthard). Il 6 gennaio 2017 esce il secondo singolo dell'album: "Straniero". Terzo e ultimo singolo estratto è "Maria Coraggio", dedicato alla collaboratrice di giustizia Lea Garofalo. Eutòpia viene certificato Disco d'oro e a giugno i Litfiba vengono premiati durante la serata del Wind Music Awards 2017 all'Arena di Verona. Segue un'ulteriore serie di date estive che portano la band a suonare in vari festival e arene italiane. Il tour estivo termina il 2 settembre con il concerto in Piazza Duomo a Prato.
Il 19 maggio 2017 esce Spirito (Legacy Edition), ri-edizione di Spirito, che contiene, oltre all'album rimasterizzato, 4 brani dello stesso album re-mixati da Tom Lord Alge e il doppio CD live “Spirito Tour”, registrato a Modena il 23 marzo 1995. Nei due anni successivi escono anche le Legacy Editions di Mondi Sommersi e Infinito, nello stesso formato in tre CD con l'album originale rimasterizzato ed un doppio CD di performance inedite dal vivo.

#### L'ultimo gironee scioglimento (2021-2022)
Tra il 2018 e il 2021 la band è in pausa, con Piero Pelù e Ghigo Renzulli, i due co-titolari del marchio, impegnati a portare avanti i rispettivi progetti solisti con le uscite di album (Pugili fragili per Pelù, che contiene anche il brano Gigante, con il quale nel 2020 il rocker toscano ha partecipato per la prima volta al Festival di Sanremo classificandosi quinto, e Cinematic, disco interamente strumentale accreditato al progetto No Vox, per Renzulli) e pubblicazioni editoriali (la biografia 40 Anni da Litfiba per Ghigo e il romanzo autobiografico Spacca L'Infinito per Piero). La pandemia di COVID-19 in Italia ha reso impossibile, oltre che promuovere in tour i due lavori, anche la celebrazione per i 40 anni di attività della band, festeggiati in tono minore il 6 dicembre 2020.
Il 13 dicembre 2021 a Milano viene annunciata ufficialmente da Piero Pelù e Ghigo Renzulli la conclusione definitiva dell'esperienza Litfiba, durata 42 anni, con un tour di addio previsto per l'anno seguente: L'ultimo girone. Il duo Pelù-Renzulli sarà accompagnato sul palco dai confermati Fabrizio Simoncioni alle tastiere, Luca Martelli alla batteria e dal nuovo innesto Dado Neri al basso.
Dopo un lungo tour, composto da 34 date, il 22 dicembre 2022 al Mediolanum Forum si svolge l'ultimo concerto ufficiale dei Litfiba, decretando così lo scioglimento definitivo del gruppo.

## Formazione

### Ultima formazione
- Piero Pelù - voce (1980-1999, 2009-2022)
- Federico "Ghigo" Renzulli - chitarra (1980-2022)

### Ex componenti
- Antonio Aiazzi - tastiere (1980-1989, 1990-1997, 2003-2006, 2012-2014, 2016)
- Gianni Maroccolo - basso (1980-1989, 2012-2014)
- Ringo De Palma - batteria (1983-1990)

### Altri componenti e turnisti

#### Tastiere
- Francesco Magnelli (1983-1989, 2010)
- Roberto Terzani (1997-1999)
- Mauro Sabbione (1990, 2000-2001)
- Federico Sagona (2009-2012, 2015-2016)
- Gianluca Venier (2016)
- Fabrizio Simoncioni (1990, 2016-2022)

#### Basso
- Roberto Terzani (1989-1994, 2007-2009)
- Daniele Bagni (1994-1999, 2009-2012)
- Gianluca Venier (1999-2006)
- Franco Li Causi (2015-2017)
- Dado Neri (2021-2022)

#### Batteria
- Francesco Calamai (1980-1983)
- Renzo Franchi (1983)
- Daniele Trambusti (1987, 1990-1992)
- Franco Caforio (1992-1999)
- Ugo Nativi (1999-2001)
- Gianmarco Colzi (2001-2008)
- Pino Fidanza (2008-2012)
- Luca Martelli (2012-2022)

#### Voce
- Gianluigi "Cabo" Cavallo (1999-2006)
- Filippo Margheri (2007-2009)

#### Chitarra Ritmica
- Sandro Dotta (1980)
- Federico Poggipollini (1990-1993)
- Roberto Terzani (1994-1999)
- Gianluigi "Cabo" Cavallo (1999-2000)
- Cosimo Zannelli (2011-2012)

#### Percussioni
- Candelo Cabezas (1989-1992, 1994-1997)

#### Violino
- Adriano Primadei (1984)

## Discografia

### Album in studio
- 1985 – Desaparecido
- 1986 – 17 re
- 1988 – Litfiba 3
- 1990 – El diablo
- 1993 – Terremoto
- 1994 – Spirito
- 1997 – Mondi sommersi
- 1999 – Infinito
- 2000 – Elettromacumba
- 2001 – Insidia
- 2005 – Essere o sembrare
- 2012 – Grande nazione
- 2016 – Eutòpia

### Album dal vivo
- 1984 – Live in Berlin
- 1987 – 12-5-87 (aprite i vostri occhi)
- 1989 – Pirata
- 1994 – Colpo di coda
- 1995 – Lacio drom (buon viaggio)
- 1998 – Croce e delizia
- 2001 – Live on Line
- 2005 – '99 Live
- 2010 – Stato libero di Litfiba
- 2013 – Trilogia 1983-1989 live 2013

### Extended play
- 1982 – Litfiba
- 1984 – Yassassin
- 1986 – Transea
- 2009 – Five on Line

### Raccolte
- 1992 – Sogno ribelle
- 2003 – The Platinum Collection
- 2011 – Litfiba Rare & Live
- 2015 – Tetralogia degli elementi

### Colonne sonore
- 1983 – Eneide di Krypton

## Videografia

### Home video
- 1990 - Pirata Tour '90
- 1991 - El diablo Tour
- 1992 - Sogno ribelle
- 1995 - Lacio drom (buon viaggio)
- 1998 - Croce e delizia
- 2005 - Cento giorni verso est...
- 2015 - Terremoto tour '93